# تراموا روستوک
تراموا روستوک (آلمانی: Straßenbahnnetz Rostock) سیستم تراموا در شهر روستوک، آلمان است.
این تراموا در سال ۱۸۸۱ با نیروی حرکتی اسب تأسیس و در سال ۱۹۰۴ برقی شده‌است، تراموا روستوک دارای ۶ خط، ۶۴ ایستگاه و ۳۵/۶ کیلومتر طول است.

## نگارخانه

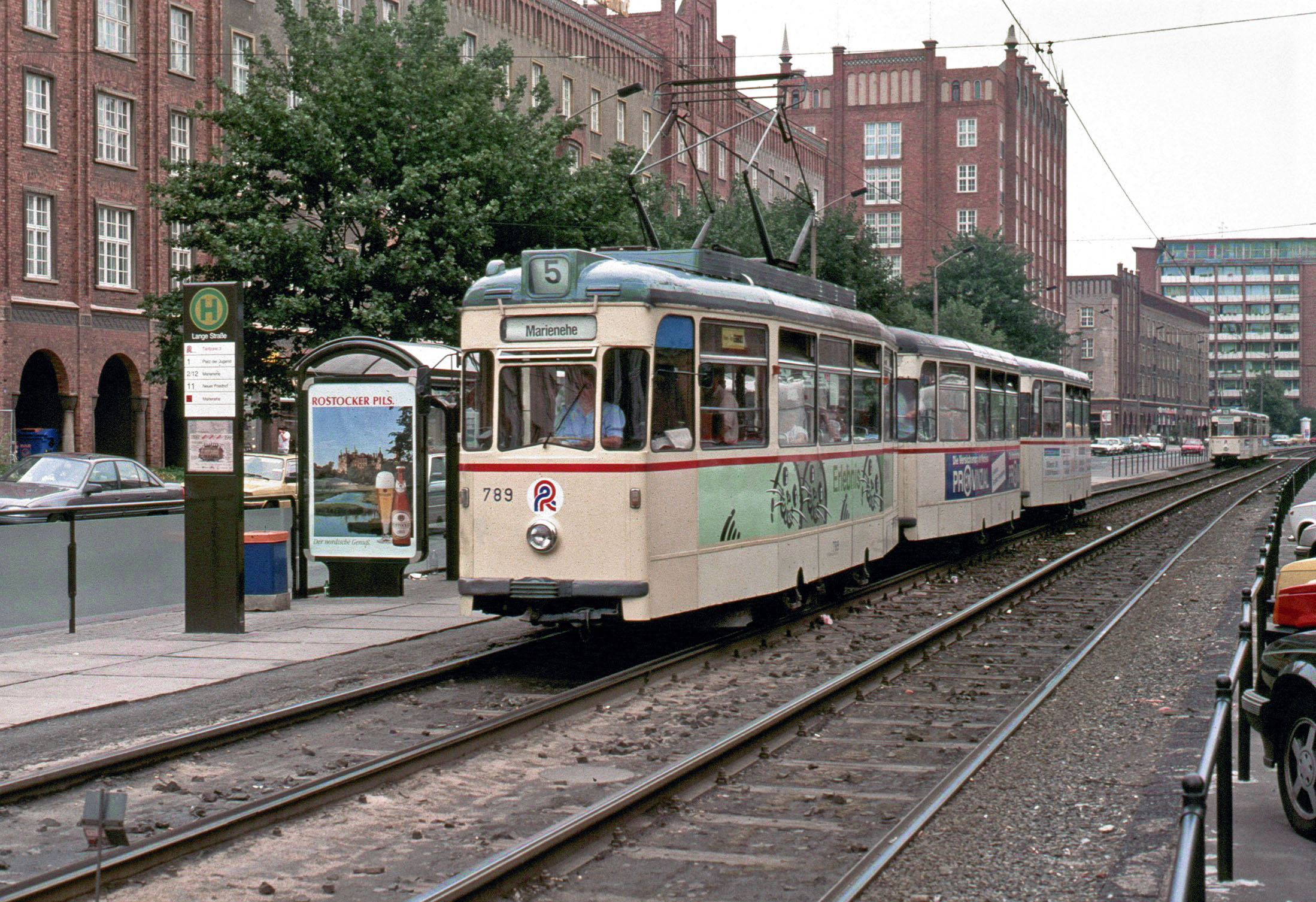
۱۹۹۲
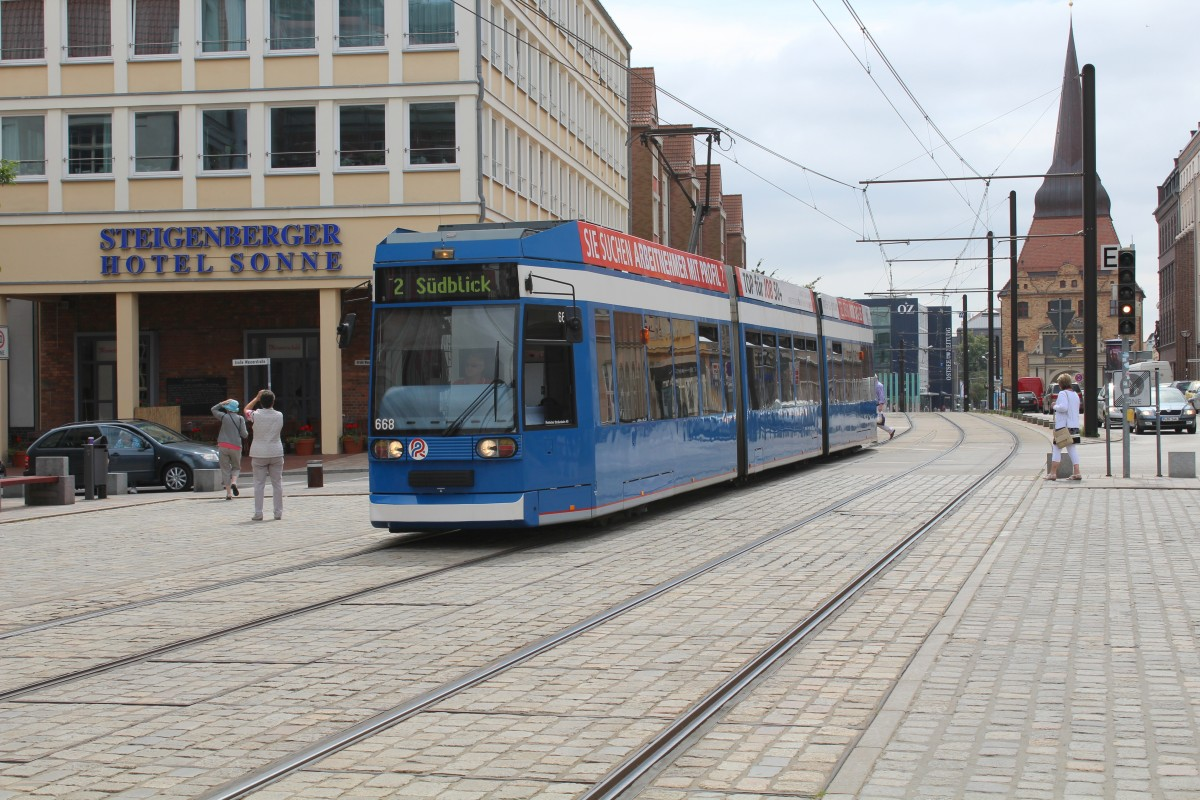
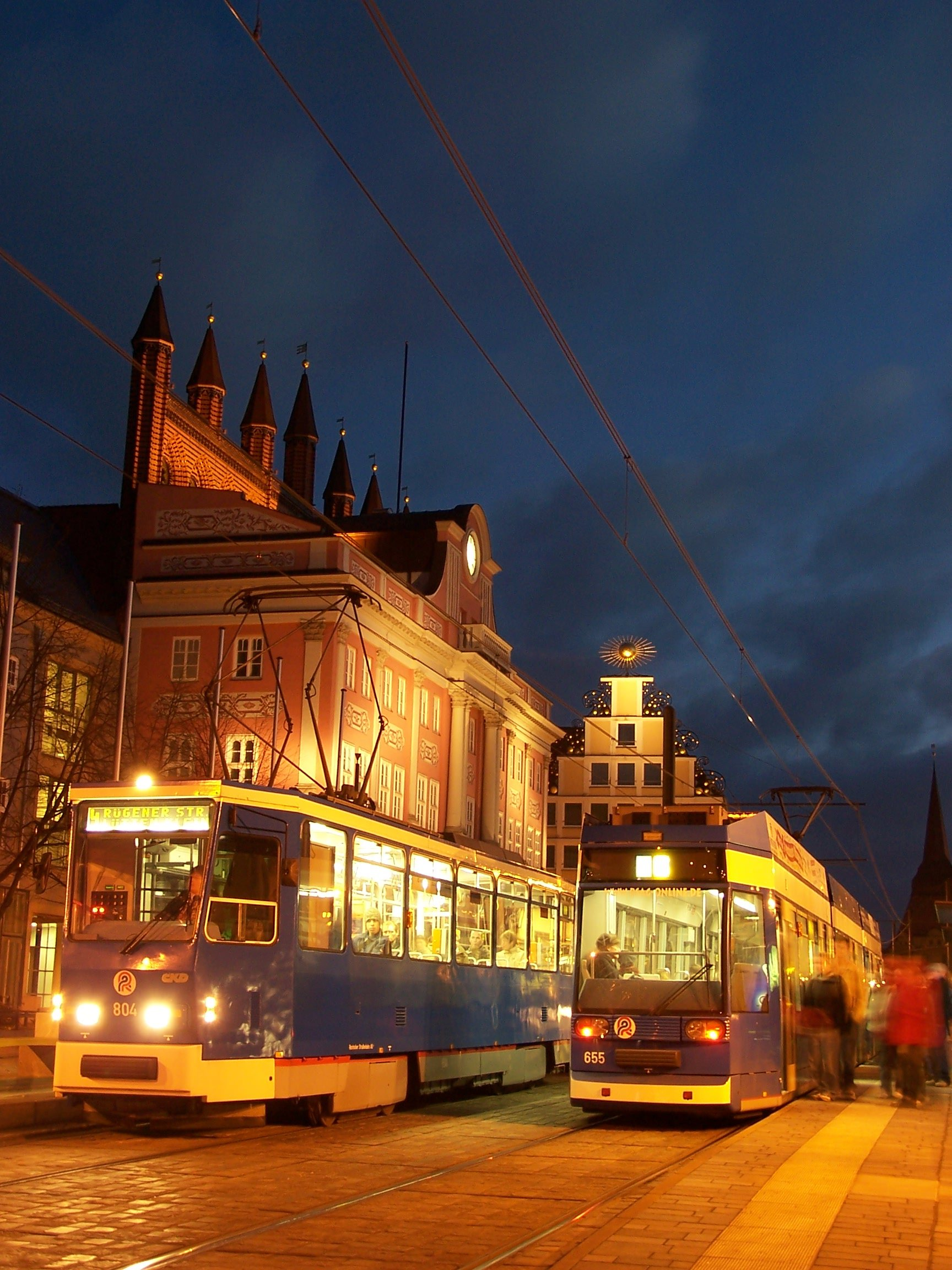
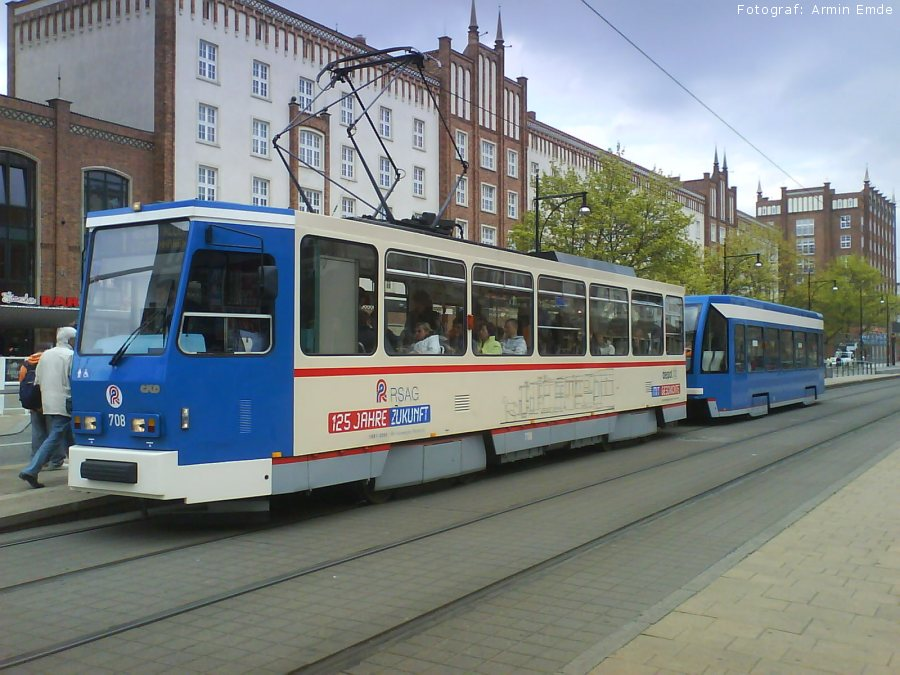
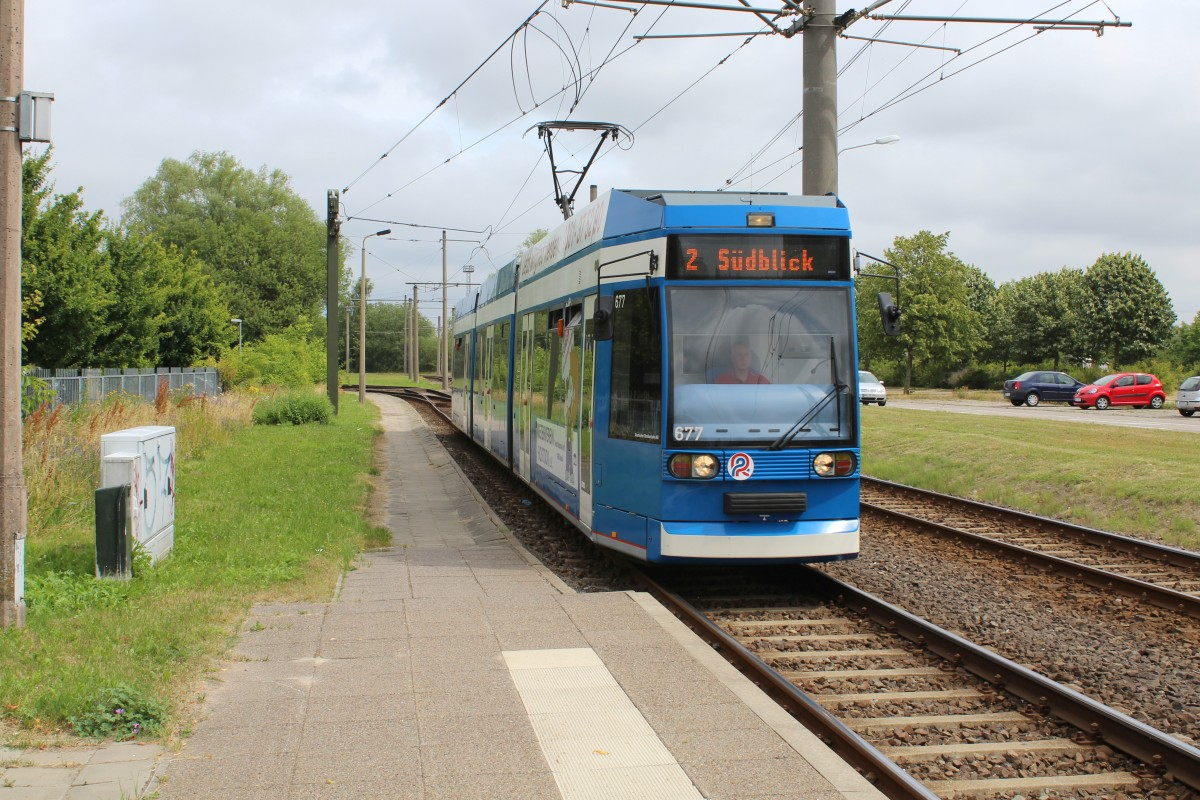